# Woodstock: Music from the Original Soundtrack and More
Woodstock: Music from the Original Soundtrack and More est le premier album d'enregistrements du festival de Woodstock à être paru, en 1970, sous la forme d'un triple album. Il a été réédité sur deux CD en 1994.
Un second album, Woodstock 2, est paru l'année suivante.  Le contenu des deux albums a été repris et augmenté dans un coffret de 4 CD sorti en 1994 chez Atlantic : Woodstock: Three Days of Peace and Music, puis dans un coffret de 6 CD sorti en 2009 chez Rhino Records : Woodstock: 40 Years On: Back to Yasgur's Farm.

## Titres

### Face 1
1. I Had a Dream – 2:53 (John Sebastian)
2. Going Up the Country – 5:53 (Canned Heat)
3. Freedom – 5:26 (Richie Havens)
4. Rock and Soul Music – 2:09 (Country Joe & the Fish)
5. Coming into Los Angeles – 2:50 (Arlo Guthrie)
6. At the Hop – 2:33 (Sha Na Na)

### Face 2
1. The "Fish" Cheer / I-Feel-Like-I'm-Fixin-To-Die-Rag – 3:48 (Country Joe McDonald)
2. Drug Store Truck Drivin' Man – 2:38  (Joan Baez et Jeffrey Shurtleff)
3. Joe Hill – 5:34 (Joan Baez)
4. Suite: Judy Blue Eyes  – 9:02 (Crosby, Stills & Nash)
5. Sea of Madness – 4:20 (Crosby, Stills, Nash & Young)

### Face 3
1. Wooden Ships  – (Crosby, Stills, Nash & Young)
2. We're Not Gonna Take It – 6:54 (The Who)
3. With a Little Help from My Friends – 10:06 (Joe Cocker)

### Face 4
1. Soul Sacrifice – 13:52 (Santana)
2. I'm Going Home – 9:57 (Ten Years After)

### Face 5
1. Volunteers – 3:31 (Jefferson Airplane)
2. Medley : Dance to the Music / Music Lover / I Want to Take You Higher – 15:29 (Sly and The Family Stone)
3. Rainbows All Over Your Blues – 3:54 (John Sebastian)

### Face 6
1. Love March – 8:59 (Butterfield Blues Band)
2. Medley: Star Spangled Banner / Purple Haze / Instrumental Solo – 13:42 (Jimi Hendrix)

## Certifications
| Pays              | Certification | Unités certifiées |
| ----------------- | ------------- | ----------------- |
| États-Unis (RIAA) | 2 × Platine   | 2 000 000         |